# Kirjat Bialik
Kirjat Bialik (hebräisch קריית ביאליק, arabisch كريات بياليك) ist eine Stadt in Israel nordöstlich von Haifa. Ihre Gesamtfläche beträgt 8,2 Quadratkilometer. 2018 hatte die Stadt 39.927 Einwohner. Den Status einer Stadt erhielt Kirjat Bialik 1976. Gemeinsam mit anderen Städten bildet sie den Ballungsraum HaKrajot. Krajot ist der Plural von Kirja (hebräisch קִרְיָה Qirjah "Stadt, Vorort") und der Namensbestandteil Bialik geht auf den israelischen Nationaldichter Chaim Nachman Bialik zurück.

## Geschichte
Kirjat Bialik liegt im Zevulun-Tal in der Haifa-Bucht. Die ersten Juden, die sich dort 1924 niederließen, waren die Einwanderer Ephraim und Sabina Katz aus Rumänien, nachdem sie das Land erworben hatten. Ihre Siedlung wurde bei den palästinensischen Massakern in der Woche vom 23. bis zum 29. August 1929 (Arabisch: ثورة البراق, Thawrat al-Buraq "Buraq-Unruhen") durch Araber zerstört. Gleichzeitig geschahen auch die Ausschreitungen in Safed und das Massaker von Hebron. Es wurden in dieser Woche 133 jüdische Zivilisten, darunter Kinder, zumeist in ihren Häusern von palästinensischen Arabern ermordet und 198–241 weitere schwer verletzt, viele Frauen sexuell missbraucht. Insgesamt 28 jüdische Gemeinden auf dem Gebiet des Völkerbundsmandat für Palästina wurden angegriffen und 17 mussten evakuiert werden. Bei den gewalttätigen arabischen Ausschreitungen starben 116 Araber durch britische Polizeikräfte, welche die Unruhen befriedeten.
Das einzige Haus der jüdischen Siedlung, das die Unruhen überlebte, Beit Katz („Haus Katz“), wurde 1959 Kiryat Bialik vermacht und zur öffentlichen Nutzung bestimmt.
Das heutige Kirjat Bialik wurde am 18. Juli 1934 von einer Gruppe von Einwanderern aus Deutschland gegründet. Zunächst wurde das Wohngebiet als „Wohngebiet der Einwanderer aus Deutschland“ bezeichnet. Im gleichen Jahr starb der Nationaldichter Chaim Nachman Bialik, und nach seinem Namen wurde sodann die Siedlung Kirjat Bialik genannt. Es war die erste Ansiedlung in Palästina von deutschen Einwanderern, die aus freien Berufen kamen (Ärzte, Ingenieure, Rechtsanwälte). Die Entwicklung ging stetig voran, und im Jahre 1976 erhielt Kirjat Bialik Stadtrechte.
Von 1940 bis 1956 war der deutsch-israelische Pädagoge Hugo Rosenthal, der 1939 bei seiner Einwanderung den Namen Josef Jashuvi angenommen hatte, Leiter des von Beate Berger 1922 in Berlin gegründeten Kinder- und Jugendheims Ahavah. Zeitweilig arbeitete hier auch der aus Deutschland emigrierte Pädagoge Herbert Hecht.
In den letzten Jahren hat Kirjat Bialik mehr als 7000 Immigranten aus den Gebieten der ehemaligen Sowjetunion und aus Äthiopien aufgenommen.

## Infrastruktur
Das Bildungssystem in Kirjat Bialik gehört zu den umfangreichsten des Staates und kann beeindruckende Erfolge vorzeigen. In der Stadt werden Tagesklassen, sechs Grundschulen, zwei Orientierungsstufen, ein Gymnasium, ein Technikerkolleg und ein Erwachsenenkolleg für die Hochschulreife unterhalten. In Kirjat Bialik befindet sich die größte Schule Israels.
Das Kultursystem für Erwachsene ist auf vier Kulturclubs konzentriert, in denen weitgefächerte und vielfältige soziokulturelle Aktivitäten angeboten werden.
Im Norden Kirjat Bialiks liegt ein Naturschutzgebiet, in dem sich Überreste aus der Kreuzritterzeit befinden. Das Naturschutzgebiet bildet einen Anziehungspunkt für Naturfreunde aus der gesamten Region. Die Stadtverwaltung errichtete in dem Gebiet eine Gedenkstätte für die Söhne der Stadt, die in den Kriegen Israels gefallen sind.

## Partnerschaften
- Städtepartnerschaft zu  Bezirk Steglitz-Zehlendorf von Berlin (seit 1966)
- Städtefreundschaft zu  Langenfeld (Rheinland) (seit 1991)
- Städtepartnerschaft zu  Chemnitz (seit 2022)

## Persönlichkeiten
- Arthur Levy (1881–1961), Rabbiner
- Paul Guttfeld (1893–1991), Pazifist, Siedler und Landwirtschaftsinstrukteur

## Söhne und Töchter (Auswahl)
- Uri Sagi (* 1943), israelischer General
- Jochanan Wallach (* 1945), israelischer Fußballspieler
- Ofer Shelah (* 1960), israelischer Politiker und Journalist
- Aviv Kochavi (* 1964), israelischer Offizier, Chef des Generalstabes
- Ronen Bergman (* 1972), israelischer Investigativjournalist und Sicherheits- und Geheimdienstexperte
- Hilla Nachshon (* 1980), israelische Fernsehmoderatorin und Model
- Aviv Alush (* 1982), israelischer Filmschauspieler, Sänger und Model
- Shirley Pinto (* 1989), israelische Politikerin und Gehörlosenaktivistin
- Reut Alush (* 1990), israelische Schauspielerin
- Sapir Berman (* 1994), israelische Fußballschiedsrichterin